# 팔공산로
팔공산로(Palgongsan-ro)은 경상북도 칠곡군 동명면에서 시작하여, 대구광역시 동구 백안동을 거쳐 연결하는 도로이다.

## 역사
- 2009년 12월 10일 : 2개 이상 시·도에 걸쳐 있는 도로로 팔공산로를 고시[1]

## 주요 건물 및 시설
- 부인사 - 대구광역시 동구 팔공산로 967-28

## 관할 구역
- 경상북도
  - 칠곡군
- 대구광역시
  - 동구

## 같이 보기
- 팔공산